# São Mamede de Ribatua
São Mamede de Ribatua is een plaats (freguesia) in de Portugese gemeente Alijó en telt 905 inwoners (2001).